# アビジット・ロイ
アビジット・ロイ（Avijit Roy、ベンガル語: অভিজিৎ রায়; 1972年9月12日 – 2015年2月26日）はバングラデシュの自由思想著述家、ブロガーである。職業はエンジニア。信条は無神論。
ベンガル語で「自由な心」を意味する名のウェブサイト「Mukto-Mona」を開設し、そこはインターネットにおける理性主義者、無神論者、懐疑主義者、自由思想者のコミュニティとなっていた。
自身もこのサイトのブログでイスラム原理主義を批判しており、イスラム過激派から脅迫のメールが届いていた。
妻ラフィダ・アフメド・ボナ（Rafida Ahmed Bonna）とバングラデシュの首都ダッカを歩いていたところ襲撃をされ、死亡した。妻も大怪我を負った。事件の後、「アンサル・バングラ7」を名乗るグループが自分たちがtwitterにて自分たちが犯行を行ったと発表した。実態が不明な集団で警察当局が事件後捜査を開始している。父アジョイ・ロイ（en:Ajoy Roy）はイスラム主義政党「イスラム協会」の支援を受けた過激派グループによるもの、と語ったが、イスラム協会側はこの疑惑を否定し、犯人への処罰を求めた。バングラデシュ憲法（en:Constitution of Bangladesh）の起草者の一人であるカマル・ホサイン（en:Kamal Hossain）は、「凶悪な殺人だ。彼は執筆活動を理由に殺された。犯人はわれわれの憲法に違反した」と非難した。3月2日、容疑者が逮捕されたが、「アンサル・バングラ7」との関係は不明。

## 著作
- 『同性愛』（ Samakamita）
- Alohate Chaliyachhe Andharer Jatri 2007年 (宇宙の起源についての著作)
- Mohabisshe Praan O Buddhimottar Khoje, 2007年 ファリド・アフメドとの共著
- 『不信の哲学』（Obisshahser Dorshon)
- 『信仰のウィルス』（Biswasher Virus)

## 参照
1. ↑  バングラデシュ:イスラム批判ブロガー殺害される（毎日新聞）
2. ↑  表現の自由訴えたブロガー殺害＝妻も重傷－バングラ（時事通信社）
3. ↑  バングラデシュで著名ブロガー殺害、過激主義批判への報復か（CNN）
4. ↑  殺害の米国人ブロガー追悼＝バングラ（時事通信社）
5. ↑  ＜バングラデシュ＞ブロガー殺害、容疑者を逮捕（毎日新聞）